# Anton Brunken
Anton Jansen Brunken (ur. 15 stycznia 1909, zm. 23 stycznia 1947 w Hameln) – zbrodniarz nazistowski, członek załogi niemieckiego nazistowskiego obozu koncentracyjnego Neuengamme i SS-Rottenführer.
W okresie II wojny światowej pełnił służbę w podobozie KL Neuengamme – Helmstedt-Beendorf jako Blockführer i Rapportführer. Znęcał się nad więźniami ze skutkiem śmiertelnym. 13 sierpnia 1946 Brunken został skazany w procesie załogi Helmstedt-Beendorf przez brytyjski Trybunał Wojskowy w Hamburgu na karę śmierci przez powieszenie. Wyrok wykonano w więzieniu Hameln 23 stycznia 1947.